# Convenció Internacional per a la Regulació de la Caça de Balenes
La Convenció Internacional per a la Regulació de la Caça de Balenes és un acord ambiental internacional signat el 1946 per «assegurar la bona conservació de les poblacions de balenes i així possibilitat el bon desenvolupament de la indústria balenera». Regeix les activitats baleneres comercials, científiques i de subsistència dels seus 89 estats membres.
Fou signat per 15 estats a Washington D.C. el 2 de desembre del 1946 i entrà en vigor el 10 de novembre del 1948. El seu protocol (que era la primera revisió significativa de la convenció i ampliava la definició de «balener» per incloure-hi no només els vaixells, sinó també els helicòpters) fou signat a Washington el 19 de novembre del 1956. La convenció és la successora de l'Acord Internacional per a la Regulació de la Caça de Balenes, signat a Londres el 8 de juny del 1937, i els protocols de l'acord, signats a Londres el 24 de juny del 1938 i el 26 de novembre del 1945.
Els objectius de l'acord són protegir totes les espècies de balenes de la sobreexplotació, establir un sistema de regulació internacional de les poblacions de balenes per assegurar la seva bona conservació i el seu bon desenvolupament, i conservar els grans recursos naturals que són les poblacions de balenes per a futures generacions. El principal instrument per a l'assoliment d'aquests objectius és la Comissió Balenera Internacional, fundada en aplicació de la convenció. La comissió ha fet moltes revisions als annexos que formen la major part de la convenció. El procés de la Comissió també reserva als governs el dret de dur a terme recerca científica que comporti la mort de balenes.
Hi ha hagut desacords constants sobre l'àmbit de la convenció. Segons la CBI:
| « | La Convenció del 1946 no defineix el que és una «balena», tot i que s'afegí una llista de noms en diverses llengües com a apèndix a l'Acta Final de la Convenció. Alguns governs opinen que la CBI tan sols té competències per regular la captura de les balenes anomenades en la convenció (els misticets i el catxalot). D'altres sostenen que tots els cetacis, incloent-hi els dofins i les marsopes, cauen dins el seu àmbit. | » |

## Signataris i membres
A gener del 2014 n'eren membres 89 estats. Els estats signataris inicials foren l'Argentina, Austràlia, el Brasil, el Canadà, Dinamarca, els Estats Units, França, Nova Zelanda, Noruega, els Països Baixos, el Perú, el Regne Unit, Sud-àfrica, la Unió Soviètica i Xile.
Malgrat que Noruega és part de la convenció, manté una objecció al paràgraf 10(e) de la convenció (la secció que es refereix a la moratòria del 1986). Per tant, aquesta provisió no té efectes vinculants sobre Noruega i el país està eximit de la moratòria global de la CBI.

## Retirades
A gener del 2014, hi ha vuit estats que s'han retirat de la convenció. Aquests estats són el Canadà (que se'n retirà el 30 de juny del 1982), Egipte, les Filipines, Grècia, Jamaica, Maurici, Seychelles i Veneçuela. Belize, el Brasil, Dominica, l'Equador, Islàndia, el Japó, Nova Zelanda i Panamà es retiraren de la convenció després d'haver-la ratificat, però des d'aleshores l'han tornat a ratificar. Els Països Baixos, Noruega i Suècia se n'han retirat dues vegades i l'han tornat a acceptar per tercera vegada.
El Japó se'n retirà el gener del 2019.